# Miracema do Tocantins
Miracema do Tocantins est une municipalité brésilienne située dans l'État du Tocantins.